# Loxopora dentilineata
Loxopora dentilineata là một loài bướm đêm trong họ Geometridae.